# (266051) Hannawieser
(266051) Hannawieser (2006 NB) – planetoida z pasa głównego planetoid okrążająca Słońce w ciągu 5,63 roku w średniej odległości 3,16 j.a. Odkryta 1 lipca 2006 roku.
Jej nazwa pochodzi od imienia i nazwiska szwajcarskiej skrzypaczki Hanny Wieser, długoletniej członkini orkiestry Musikkollegium Winterthur.